# Sulimov
Sulimov település Csehországban, Kroměříži járásban. Sulimov Bařice-Velké Těšany, Vrbka, Nová Dědina és Karolín településekkel határos. Lakosainak száma 150 fő (2024. január 1.).

## Népesség
A település lakosságának változását az alábbi diagram mutatja:
| Lakosok száma | 221  | 226  | 220  | 196  | 176  | 166  | 149  | 152  | 144  | 150  |
|               | 1869 | 1900 | 1921 | 1961 | 1980 | 2011 | 2016 | 2019 | 2021 | 2024 |